# Deutscher Phantastik Preis
Der Deutsche Phantastik Preis (kurz DPP) war ein Publikumspreis für Literatur des Genres Phantastik. Er wurde von 1999 bis 2019 verliehen.

## Geschichte
Der Preis wurde von 1999 bis 2016 jährlich vom Online-Magazin Phantastik-News verliehen. Die Preisverleihung fand bis 2016 im Rahmen des Buchmesse Convents in Dreieich statt, immer parallel zur Frankfurter Buchmesse. Seit 2017 wird er gemeinsam von der Zeitschrift Phantastisch! und dem Online-Magazin Corona Magazine vergeben und war 2017 bis 2018 mit jeweils 500 Euro dotiert.
Der Preis wird in 12 Kategorien erteilt. Die Vorauswahl für die Longlist trifft eine Jury im Frühjahr. Anschließend werden in einer Online-Abstimmung fünf Nominierte pro Kategorie für die Endrunde gewählt; dabei kann jeder Abstimmende online weitere Bücher nominieren. In der Online-Abstimmung ab Sommer werden die Gewinner der jeweiligen Kategorien ermittelt. Zu den bekanntesten Preisträgern zählen u. a. Stephen King, Terry Pratchett, Wolfgang Hohlbein und Heike Hohlbein, Andreas Eschbach, Markus Heitz, Trudi Canavan, Sergej Lukianenko, Cornelia Funke, George R. R. Martin, Neil Gaiman und Joanne K. Rowling.
Die Preisverleihung fand 2017 als Gala mit 700 Zuschauern  im Rahmen des Festivals Phantastika in Oberhausen statt.
2018 fand die Preisverleihung am 20. Oktober in Rahmen der Phantastika auf der German Comic Con statt.
2019 fand die Preisverleihung am 23. November als Gala im Rahmen der BuchBerlin statt. Der Preis wurde dabei in zwölf Kategorien vergeben.
Seit 2020 ist die Verleihung ausgesetzt.

## Preisträger
Bisherige Preisträger waren:
1999
- Bester deutscher Roman: Andreas Eschbach: Das Jesus Video
- Bester internationaler Roman: Terry Pratchett: Schweinsgalopp
- Beste deutschsprachige Kurzgeschichte: Joachim Körber: Der Untergang des Abendlandes (in: science fiction media 134)
- Bester Autor: Peter Terrid
- Ehrenpreis: Nikolai von Michalewsky

2000
- Bester deutscher Roman: Wolfgang Hohlbein, Heike Hohlbein: Krieg der Engel
- Bester internationaler Roman: Stephen King: Atlantis
- Beste deutschsprachige Kurzgeschichte: Michael Marrak: Wiedergänger (in: Alien Contact 34)
- Beste Übersetzung: Uwe Anton: Dean R. Koontz: Im Bann der Dunkelheit
- Beste Autorin: Joanne K. Rowling

2001
- Bester deutscher Roman: Michael Marrak: Lord Gamma
- Bester internationaler Roman: Joanne K. Rowling: Harry Potter und der Feuerkelch
- Beste deutschsprachige Kurzgeschichte: Manfred Weinland: Herz in Bernstein (in: Wolfgang Hohlbeins Fantasy Selection 2001)
- Beste Anthologie: Wolfgang Hohlbein: Wolfgang Hohlbeins Fantasy Selection 2001
- Beste Übersetzung: Klaus Fritz: Joanne K. Rowling: Harry Potter und der Feuerkelch
- Bester Autor: Jo Zybell

2002
- Bester deutscher Roman: Monika Felten: Elfenfeuer
- Bester internationaler Roman: Eoin Colfer: Artemis Fowl
- Beste deutschsprachige Kurzgeschichte: Andreas Gruber: Die letzte Fahrt der Enora Time
- Beste Anthologie: Andreas Gruber: Die letzte Fahrt der Enora Time
- Beste Übersetzung: Monika Angerhuber: Thomas Ligotti: In einer fremden Stadt, in einem fremden Land
- Bester Autor: J. R. R. Tolkien

2003
- Bester deutscher Roman: Monika Felten: Die Macht des Elfenfeuers
- Bestes deutschsprachiges Romandebüt: Markus Heitz: Schatten über Ulldart
- Bester internationaler Roman: Stephen King, Peter Straub: Das schwarze Haus
- Beste deutschsprachige Kurzgeschichte: Michael Marrak: Numinos (in: Alte Götter sterben nicht. Die Macht der schwarzen Magie.)
- Beste Anthologie: Gerd Frey: Dunkle Sonne
- Bestes Hörbuch/Hörspiel: H. P. Lovecraft: Bibliothek des Schreckens 1. Der Cthulhu Mythos
- Bester Autor (national): W. K. Giesa
- Bester Autor (international): Joanne K. Rowling

2004
- Bester deutscher Roman: Andreas Eschbach: Der Letzte seiner Art
- Bestes deutschsprachiges Romandebüt: Nina Blazon: Im Bann des Fluchträgers
- Bester internationaler Roman: Joanne K. Rowling: Harry Potter und der Orden des Phönix
- Beste deutschsprachige Kurzgeschichte: Markus K. Korb: Der Schlafgänger (in: Grausame Städte)
- Beste Anthologie: Stefan Bauer, Marco Schneiders: Die Nacht der Masken
- Bestes Hörbuch/Hörspiel: Edgar Allan Poe-Reihe
- Bester Autor (national): Wolfgang Hohlbein
- Bester Autor (international): Stephen King
- Beste Internetseite international: stephen-king.com
- Beste Internetseite national: stephen-king.de

2005
- Bester deutscher Roman: Markus Heitz: Der Krieg der Zwerge
- Bestes deutschsprachiges Romandebüt: Christoph Marzi: Lycidas: Die Uralte Metropole
- Bester internationaler Roman: Stephen King: Der Turm
- Beste deutschsprachige Kurzgeschichte: Andreas Eschbach: Quantenmüll (in: Der Atem Gottes und andere Visionen 2004)
- Beste Anthologie: Helmuth W. Mommers (Hrsg.): Der Atem Gottes und andere Visionen 2004
- Bestes Sekundärwerk: Sascha Mamczak: Das Science Fiction Jahr 2004
- Bestes Hörbuch/Hörspiel: John Sinclair

2006
- Bester deutscher Roman: Markus Heitz: Die Rache der Zwerge
- Bestes deutschsprachiges Romandebüt: Andreas Gruber: Der Judas-Schrein
- Bester internationaler Roman: Joanne K. Rowling: Harry Potter und der Halbblutprinz
- Beste deutschsprachige Kurzgeschichte: Jürgen K. Brandner: Moordämonennacht (in: Wildes Land)
- Beste Anthologie: Alisha Bionda, Michael Borlik: Wolfgang Hohlbeins Schattenchronik 1 – Der ewig dunkle Traum
- Bestes Sekundärwerk: Thomas Fornet-Ponse: Hither Shore Band 2: Tolkiens Weltbild(er); Jahrbuch 2005 der Deutschen Tolkien-Gesellschaft
- Bestes Hörbuch/Hörspiel: J. R. R. Tolkien: Das Silmarillion

2007
- Bester deutscher Roman: Markus Heitz: Die Mächte des Feuers
- Bestes deutschsprachiges Romandebüt: Christoph Hardebusch: Die Trolle
- Bester internationaler Roman: Trudi Canavan: Die Rebellin. Die Gilde der Schwarzen Magier 1
- Beste deutschsprachige Kurzgeschichte: Martin Schemm: Das Lazarus-Projekt (in: Exodus 20)
- Beste Anthologie: Alisha Bionda: Der dünne Mann
- Bester Grafiker: Mia Steingräber
- Bestes Sekundärwerk: Mike Hillenbrand, Thomas Höhl: Dies sind die Abenteuer – 40 Jahre Star Trek
- Bestes Hörbuch/Hörspiel: Christopher Paolini: Eragon – Der Auftrag des Ältesten

2008
- Bester deutscher Roman: Cornelia Funke: Tintentod
- Bestes deutschsprachiges Romandebüt: Oliver Plaschka: Fairwater oder Die Spiegel des Herrn Bartholomew
- Bester internationaler Roman: Joanne K. Rowling: Harry Potter und die Heiligtümer des Todes
- Beste deutschsprachige Kurzgeschichte: Jörg Olbrich: Herz aus Stein (in: Pandaimonion – Die Formel des Lebens)
- Beste Anthologie: Petra Hartmann: Drachenstarker Feenzauber
- Bester Grafiker: Mia Steingräber
- Bestes Sekundärwerk: Thomas Fornet-Ponse: Die Entstehung einer Mythologie – History of Middle-Earth
- Bestes Hörbuch/Hörspiel: Mark Brandis: Bordbuch Delta VII

2009
- Bester deutscher Roman: Markus Heitz: Das Schicksal der Zwerge
- Bestes deutschsprachiges Romandebüt: Ju Honisch: Das Obsidianherz
- Bester internationaler Roman: Patrick Rothfuss: Der Name des Windes: Die Königsmörder-Chronik. Erster Tag
- Beste deutschsprachige Kurzgeschichte: Christian Endres: Feuerteufel (in: Disturbania)
- Beste Anthologie: Christoph Marzi: Nimmermehr
- Bestes Sekundärwerk: Mike Hillenbrand, Thomas Höhl: Star Trek in Deutschland: Wie Captain Kirk nach Deutschland kam
- Bestes Hörbuch/Hörspiel: H. P. Lovecraft: Necronomicon
- Beste Internet-Seite: www.fantasyguide.de

2010
- Bester deutscher Roman: Markus Heitz: Gerechter Zorn – Die Legenden der Albae 1
- Bestes deutschsprachiges Romandebüt: Oliver Dierssen: Fledermausland
- Bester internationaler Roman: Sergej Lukianenko: Die Ritter der vierzig Inseln
- Beste deutschsprachige Kurzgeschichte: Karina Cajo: Der Klang der Stille (aus: Molekularmusik)
- Beste Anthologie: Christian Endres: Sherlock Holmes und das Uhrwerk des Todes
- Beste Serie: Perry Rhodan (VPM)
- Bester Grafiker: Dirk Schulz
- Bestes Sekundärwerk: Hermann Ritter, Michael Scheuch: Magira – Jahrbuch zur Fantasy
- Bestes Hörbuch/Hörspiel: Oscar Wilde: Das Bildnis des Dorian Gray (Gruselkabinett Folge 36 und 37)
- Beste Internet-Seite: www.fantasyguide.de

2011
- Bester deutscher Roman: Markus Heitz: Judastöchter
- Bestes deutschsprachiges Romandebüt: Gesa Schwartz: Grim – Das Siegel des Feuers
- Bester internationaler Roman: Neil Gaiman: Der lächelnde Odd und die Reise nach Asgard
- Beste deutschsprachige Kurzgeschichte: Vanessa Kaiser, Thomas Lohwasser: Das Herz des Jägers (aus: Geschichten unter dem Weltenbaum)
- Beste Anthologie: Lothar Mischke (Hrsg.): Geschichten unter dem Weltenbaum
- Beste Serie: Perry Rhodan (VPM)
- Bester Grafiker: Thomas Thiemeyer
- Bestes Sekundärwerk: Nautilus – Abenteuer und Phantastik
- Bestes Hörspiel: R. A. Salvatore: Drizzt 13: Das Vermächtnis
- Beste Internet-Seite: www.phantastik-couch.de

2012
- Bester deutscher Roman: Markus Heitz: Vernichtender Hass
- Bestes deutschsprachiges Romandebüt: Kerstin Pflieger: Die Alchemie der Unsterblichkeit
- Bester internationaler Roman: Patrick Rothfuss: Die Furcht des Weisen 1
- Beste deutschsprachige Kurzgeschichte: Nina Horvath: Die Duftorgel (aus: Prototypen)
- Beste Anthologie: Erik Schreiber (Hrsg.): Geheimnisvolle Geschichten 2 – Steampunk
- Beste Serie: Perry Rhodan (VPM)
- Bester Grafiker: Dirk Schulz
- Bestes Sekundärwerk: Nautilus – Abenteuer und Phantastik
- Beste Internet-Seite: www.phantastik-couch.de

2013
- Bester deutscher Roman: Judith C. Vogt, Christian Vogt: Die zerbrochene Puppe
- Bestes deutschsprachiges Romandebüt: T. S. Orgel: Orks vs. Zwerge
- Bester internationaler Roman: George R. R. Martin: Das Lied von Eis und Feuer 9/10: Der Sohn des Greifen/Ein Tanz mit Drachen
- Beste deutschsprachige Kurzgeschichte: Bernd Perplies: Der Automat (aus: Erinnerungen an Morgen)
- Beste Anthologie: Peter Hellinger (Hrsg.): Wenn das die Grimms wüssten
- Beste Serie: DSA – Das Schwarze Auge (Ulisses)
- Bester Grafiker: Arndt Drechsler
- Bestes Sekundärwerk: Alex Jahnke, Marcus Rauchfuß: Steampunk – kurz & geek
- Beste Internet-Seite: www.phantastik-couch.de
- Ehrenpreis: Ralf Boldt und Wolfgang Jeschke für die Herausgabe der Anthologie Die Stille nach dem Ton

2014
- Bester deutscher Roman: Ann-Kathrin Karschnick: Phoenix – Tochter der Asche
- Bestes deutschsprachiges Romandebüt: Gaby Wohlrab: Eldorin – Das verborgene Land
- Bester internationaler Roman: Terry Pratchett: Dunkle Halunken
- Beste deutschsprachige Kurzgeschichte: Miriam Schäfer: Claire (aus: Weltentor 2013 Mystery)
- Beste Anthologie: Eis und Dampf
- Beste Serie: DSA – Das Schwarze Auge (Ulisses)
- Bester Grafiker: Mia Steingräber
- Bestes Sekundärwerk: Geek!
- Beste Internet-Seite: www.phantastik-couch.de

2015
- Bester deutscher Roman: Bernd Perplies: Imperium der Drachen – Das Blut des Schwarzen Löwen
- Bestes deutschsprachiges Romandebüt: Silke M. Meyer: Lux & Umbra 1 – Der Pfad der schwarzen Perle
- Bester internationaler Roman: Neil Gaiman: Der Ozean am Ende der Straße
- Beste deutschsprachige Kurzgeschichte: Vanessa Kaiser, Thomas Lohwasser: Der letzte Gast
- Beste Anthologie: Grit Richter/Art Skript Phantastik Verlag: Steampunk Akte Deutschland
- Beste Serie: DSA – Das Schwarze Auge (Ulisses)
- Bester Grafiker: Arndt Drechsler
- Bestes Sekundärwerk: Christian Humberg, Andrea Bottlinger: Geek, Pray, Love: Ein praktischer Leitfaden für das Leben, das Fandom und den ganzen Rest
- Beste Internet-Seite: www.fantasybuch.de

2016
- Bester deutscher Roman: Susanne Pavlovic: Feuerjäger 1 – Die Rückkehr der Kriegerin
- Bestes deutschsprachiges Romandebüt: Faye Hell: Keine Menschenseele
- Bester internationaler Roman: Terry Pratchett: Die Krone des Schäfers[15]
- Beste deutschsprachige Kurzgeschichte: Oliver Plaschka:  Das öde Land
- Beste Anthologie: Grit Richter/Art Skript Phantastik Verlag: Die dunkelbunten Farben des Steampunk
- Beste Serie: Nicole Böhm: Die Chroniken der Seelenwächter
- Bester Grafiker: Alexander Kopainski
- Bestes Sekundärwerk: Alex Jahnke, Clara Lina Wirz: Das große Steampanoptikum[16]

2017
- Bester deutscher Roman: Kai Meyer: Die Seiten der Welt: Blutbuch[17]
- Bestes deutschsprachiges Romandebüt: Nicole Gozdek: Die Magie der Namen
- Bester internationaler Roman: Mirjam H. Hüberli: Rebell: Gläserner Zorn
- Beste deutschsprachige Kurzgeschichte: Andreas Eschbach:  Acapulco! Acapulco!
- Beste deutschsprachige Anthologie: Christian Handel (Hrsg.): Hinter Dornenhecken und Zauberspiegeln
- Bestes deutschsprachiges Hörbuch: Cornelia Funke: Drachenreiter – Die Feder eines Greifs
- Beste deutschsprachige Serie: Nicole Böhm: Die Chroniken der Seelenwächter
- Bester deutschsprachiger Grafiker: Alexander Kopainski: Die Legenden von Karinth
- Bester deutschsprachiger Comic: Markus Heitz, Che Rossié,  Yann Krehl: Die Zwerge (II): Der Thronanwärter
- Bestes deutschsprachiges Sekundärwerk: Markus May, Robert Baumgartner, Michael Baumann, Tobias Eder: Die Welt von „Game of Thrones“

2018
- Bester deutscher Roman:  Kai Meyer: Die Krone der Sterne[18]
- Bestes deutschsprachiges Romandebüt: Julia Dippel: Izara – Das ewige Feuer
- Bester internationaler Roman: Leigh Bardugo: Das Lied der Krähen
- Beste deutschsprachige Kurzgeschichte: Gerd Scherm: Der geheimnisvolle Gefangene
- Beste deutschsprachige Anthologie: Sandra Florean (Hrsg.): The U-Files
- Bestes deutschsprachiges Hörbuch: Sam Feuerbach, Robert Frank: Der Totengräbersohn
- Beste deutschsprachige Serie: Bernhard Hennen, Robert Corvus: Die Phileasson-Saga
- Bester deutschsprachiger Grafiker: Lydia Rode: Prinzessin Insomnia & der alptraumfarbene Nachtmahr
- Bester deutschsprachiger Comic: Florian Biege: Die Stadt der Träumenden Bücher – Buchhaim
- Bestes deutschsprachiges Sekundärwerk: Nautilus – Abenteuer & Phantastik

2019
- Bester deutscher Roman: Nicole Böhm: Vermächtnis der Grimms – Wer hat Angst vorm bösen Wolf?[19]
- Bestes deutschsprachiges Romandebüt: Christine Weber: Der fünfte Magier: Schneeweiß
- Bestes deutschsprachiges Jugendbuch: Petra Reneé Meineke: Loa – Die weiße Mambo
- Bester internationaler Roman: Holly Black: Elfenkrone
- Beste deutschsprachige Kurzgeschichte: Markus Heitkamp: Houston hat Probleme
- Beste deutschsprachige Anthologie: Johannes Wolfers & Etienne Sadek (Hrsg.): Noir Anthologie 1
- Beste deutschsprachige Serie: Andreas Suchanek: Das Erbe der Macht
- Bestes deutschsprachiges Hörbuch: Bernhard Hennen: Die Chroniken von Azuhr – Die Weiße Königin (gesprochen von Wolfgang Wagner)
- Bester deutschsprachiger Grafiker: Alexander Kopainski: Die letzten Zeilen der Nacht
- Bester deutschsprachiger Comic: Marika Herzog: Capacitas
- Bestes deutschsprachiges Sekundärwerk: Björn Sülter: Es lebe Star Trek – Ein Phänomen, zwei Leben
- Beste deutschsprachige Übersetzung: Lieven Litaer: ta’puq mach – Der kleine Prinz auf Klingonisch & Deutsch